# Imperial Teen

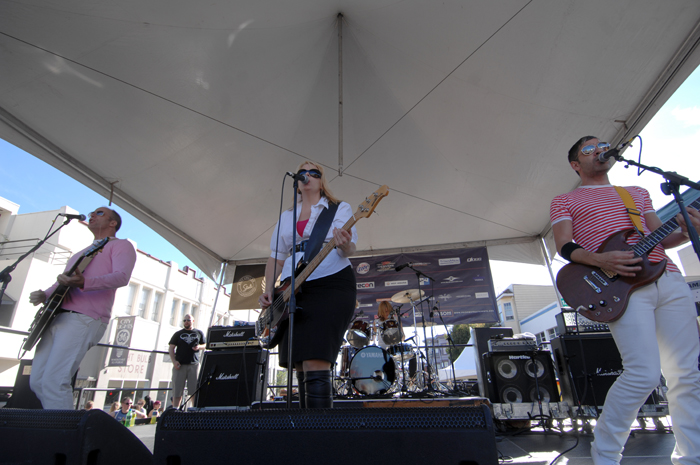
Imperial Teen, 2007

Imperial Teen ist eine von Faith No More Keyboarder Roddy Bottum 1996 gegründete Indie-Pop-Band aus San Francisco. Weitere Mitglieder sind Will Schwartz (Gitarre/Gesang), Lynn Truell (Schlagzeug) und Jone Stebbins (Bass).

## Geschichte
Mit ihrer Debütsingle You're One erreichten Imperial Teen am 7. September 1996 Platz 69 der britischen Charts. Es blieb bis heute ihr einziger Charterfolg.
Dem Debütalbum Seasick aus dem Gründungsjahr der Band folgten weitere Veröffentlichungen mit zunehmendem zeitlichen Abstand. Zwölf Jahre nach dem Album The Hair The TV The Baby And The Band erschien im Jahr 2019 mit Now We Are Timeless, das von der Kritik eher negativ bewertet wurde. Nach eigener Darstellung auf der Homepage der Band wurden die zehn Titel des Albums an den Wohnorten der vier Bandmitglieder geschrieben und produziert, also in New York City, der San Francisco Bay Area, Denver und Los Angeles.

## Diskographie

### Alben
- Seasick (1996)
- What Is Not To Love (1998)
- On (2002)
- The Hair The TV The Baby And The Band (2007)
- Now We Are Timeless (2019)

### Singles
- You’re One (1996)
- Butch (1996)